# Antanas Matulas
Antanas Matulas (ur. 1 lipca 1956 w miejscowości Pernarava w rejonie kiejdańskim) – litewski polityk, lekarz, poseł na Sejm.

## Życiorys
W 1974 ukończył szkołę medyczną im. Andriusa Domaševičiusa w Poniewieżu. Odbywał następnie służbę wojskową w Armii Radzieckiej, po czym rozpoczął pracę w szpitalu w Poniewieżu jako felczer. W latach 1981–1987 studiował w Instytucie Medycznym w Kownie, specjalizując się w ginekologii. Po studiach powrócił do pracy w szpitalu w Poniewieżu. Od 1992 do 1996 był naczelnym lekarzem tej placówki.
W latach 1990–1995 przewodniczył radzie rejonu poniewieskiego. W 1996 z ramienia Związku Ojczyzny został posłem na Sejm, w którym stanął na czele komitetu ds. zdrowia. Po wyborczej porażce w 2000 powrócił do pracy jako naczelny lekarz. W tym samym roku ponownie zasiadł w samorządzie rejonu.
W 2004 z ramienia konserwatystów po czteroletniej przerwie powrócił do parlamentu, od 2006 ponownie kierował komitetem ds. zdrowia. W wyborach w 2008 odnowił mandat, pokonując w swoim okręgu w drugiej turze ze znaczną przewagą przywódcę Partii Wskrzeszenia Narodowego Arūnasa Valinskasa. W 2012, 2016 i 2020 również uzyskiwał poselską reelekcję z ramienia Związku Ojczyzny; nie został ponownie wybrany w 2024.